# Cyriocosmus versicolor
Espèce
Synonymes
- Cyclosternum versicolor Simon, 1897

Cyriocosmus versicolor est une espèce d'araignées mygalomorphes de la famille des Theraphosidae.

## Distribution
Cette espèce se rencontre en Argentine, au Paraguay et au Brésil.

## Description
La femelle décrite par Schiapelli et Gerschman en 1973 mesure 25 mm.

## Systématique et taxinomie
Cette espèce a été décrite sous le protonyme Cyclosternum versicolor par Simon en 1897. Elle est placée dans le genre Hapalopus par Roewer en 1942 puis dans le genre Cyriocosmus par Schiapelli et Gerschman en 1973.

## Publication originale
- Simon, 1897 : « Liste de arachides recueillis aux îles du Cap Vert, dans la République Argentine et le Paraguay et descriptions d'espèces nouvelles. Viaggio del Dott. A. Borelli nella République Argentina e nel Paraguay. » Bollettino dei Musei di Zoologia ed Anatomia Comparata della Reale Universitá di Torino, vol. 12, no 270, p. 1-8.